# Geboortetrust
Een geboortetrust is een door complotdenkers verondersteld trustfonds dat in het geheim voor elke burger is afgesloten, en waarmee de overheid haar eigen burgers kan inzetten als handelswaar op de effectenbeurs. Het geboortetrust maakt deel uit van een breder kader aan complottheorieën rondom de beweging van soevereine burgers, en is vanuit de Verenigde Staten in België en Nederland geïntroduceerd tijdens de coronapandemie.

## Oorsprong
Het principe van het geboortetrust werd in de jaren '80 bedacht door Roger Elvick, een gewezen boer uit de Noord-Amerikaanse staat North Dakota, destijds mede-oprichter en woordvoerder van de paramilitaire en blank-suprematistische groep 'Committee of the States'.

## Betekenis
Een groot aantal soevereinen gelooft in het principe van een geboortetrust. Dit principe komt ongeveer op het onderstaande neer.

### De stroman
Ieder mens wordt vrij geboren. Wanneer een pasgeboren baby echter wordt aangegeven bij de burgerlijke stand, wordt er naast de vrije mens in het geheim ook een juridische entiteit opgetuigd, een stroman met de officiële titel natuurlijk persoon. De geboorteakte vormt daarbij het contract dat de mens aan deze stroman koppelt. Door deze constructie wordt de burger eigendom van de staat, kan de staat de burger inzetten als handelswaar en wordt de burger onderworpen aan de wetten en regels van de overheid. Elke juridische interactie, van belastingen tot deurwaarders, vindt vervolgens niet met de mens plaats, maar met de natuurlijke persoon. Een vrij mens zou zich niets van de wetten en regels van overheden hoeven aan te trekken, en de zichzelf soeverein verklaarde burgers streven er dan ook naar om deze stroman op te heffen, zodat er als vrij mens verder geleefd kan worden.
Als bewijs dat bovenstaande theorie klopt, wordt onder meer aangedragen dat het woord persoon is afgeleid van het Latijnse woord persona, dat oorspronkelijk masker betekende, en de veronderstelling dat een natuurlijk persoon niet gelijkwaardig is aan, maar gelijk staat aan een rechtspersoon.

### De trust op de stroman
Bij het optuigen van elke nieuwe stroman wordt voor deze stroman een trust geopend, het geboortetrust, dat door de overheid op de effectenbeurs wordt verhandeld, om op deze manier geld te kunnen verdienen aan haar eigen burgers. De economische waarde van een geboortetrust bedraagt enkele miljoenen. Het exacte bedrag per trust is afhankelijk van een schatting van iemands levenslange inkomsten.
Burgers die hun "persoon" opeisen, zouden toegang kunnen krijgen tot het eerder genoemde veronderstelde geboortetrust, dat bij een geheime trustbelastingdienst in beheer is. Meerdere betaalde diensten beweren, tegen een forse vergoeding, het opeisen van dit fonds te kunnen regelen. In 2022 heeft Rechtbank Midden-Nederland uitgesproken dat er geen geboortetrust bestaat, en daarmee ook geen trust-belastingdienst die deze fondsen beheert.

## Opkomst in Nederland & België
Ten tijde van de coronapandemie (2019-2022) zaten burgers langere tijd in een onzekere situatie, waarin zij structuur en houvast verloren. De menselijke behoefte om de controle over het eigen leven terug te krijgen, legde vervolgens de voedingsbodem voor het ontstaan van allerlei complottheorieën. Een groot deel van deze theorieën waren via het internet overgewaaid vanuit de Verenigde Staten, zoals de beweging van soevereine burgers. De grote gemene deler van deze theorieën was dat een kleine, internationale kwaadaardige elite de wereld in zijn macht heeft, en probeert om de bevolking te onderdrukken, uit te buiten of zelfs deels te vermoorden. Verschillende Belgen en Nederlanders verklaarden zich soeverein of autonoom, met als doel om zich te onttrekken aan bepaalde overheidsmaatregelen. Een voorgespiegelde gunstige bijkomstigheid van de eigen soevereiniteit was het kunnen opeisen van de economische waarde van de eigen geboortetrust.
Het woord geboortetrust werd in januari 2022 voor het eerst aangetroffen in een Belgische krant; Knack gaf in die maand een indruk van wat er in België speelde. De eerste vermelding in de Nederlandse media volgde in april. Al in 2021 eisten Vlamingen echter hun burgerrechten terug van de overheid.